# 林鸿荪
林鸿荪（1925年—1968年），男，天津人，中国力学家、化学流体力学专家，曾任中国科学院力学研究所副研究员，国防科委第十七研究院副研究员。